# Anna Duczmal-Mróz
Anna Duczmal-Mróz (Poznań, 24 de juny de 1980) és una directora d'orquestra polonesa, filla de la directora d'orquestra Agnieszka Duczmal i del contrabaix Józef Jaroszewski. Des de 2009, ha estat la segona directora de l'Orquestra de Cambra de la Ràdio Polonesa Amadeus.
Anna Duczmal-Mróz va estudiar violí sota la direcció de Krzysztof Węgrzyn a la Hochschule für Musik und Theatre de Hannover. Allà, el seu talent de direcció va ser descobert pel famós director japonès Eiji Oue que li va oferir estudis de direcció. Es va graduar amb distinció a la seva classe el 2005 i es va convertir en assistent de direcció de la Filharmònica de Hannover.
Mentre encara era estudiant, el 2000 a Hannover va fundar la seva pròpia orquestra, la Benjamin Britten Kammerorchester, amb la qual va fer concerts tot arreu a Alemanya. El 2003 va participar en el 7è Concurs Internacional de Directors anomenat després Grzegorz Fitelberg, en què, com a única dona i la més jove (vint-i-tres anys) participant en la competició va passar a les semifinals. Va tornar a Polònia després de set anys, quan arran de la competició va rebre el lloc de director assistent en l'orquestra Filharmònica Nacional dirigida per Antoni Wit.
Va treballar amb orquestres a Alemanya, Itàlia, Dinamarca i l'orquestra belga I Musici Brucellensis a la famosa sala del Palais des Beaux-Arts de Brussel·les. Va debutar a Polònia amb l'Orquestra de Cambra de Ràdio Polonesa Amadeus, que des del 2009 n'és la segona directora.
Ha actuat moltes vegades, incloses Orquestra i Cor Filharmònica Nacional, Orquestra Simfònica de la Ràdio Polonesa Nacional, Filharmònica de Cracòvia, Sinfonietta Cracòvia, Filarmònica de Lublin, Filarmònica de Poznań, Capella Bydgostiensis, Orquestra Simfònica de Płock i Orquestra Sinfonia Varsovia.